# ファイヴ・ピース・バンド・ライヴ
『ファイヴ・ピース・バンド・ライヴ』（Five Peace Band Live）は、チック・コリアとジョン・マクラフリンを中心としたジャズ/フュージョン・バンド、ファイヴ・ピース・バンドが2008年に録音し、2009年に発表したライブ・アルバム。日本で先行発売された。

## 背景

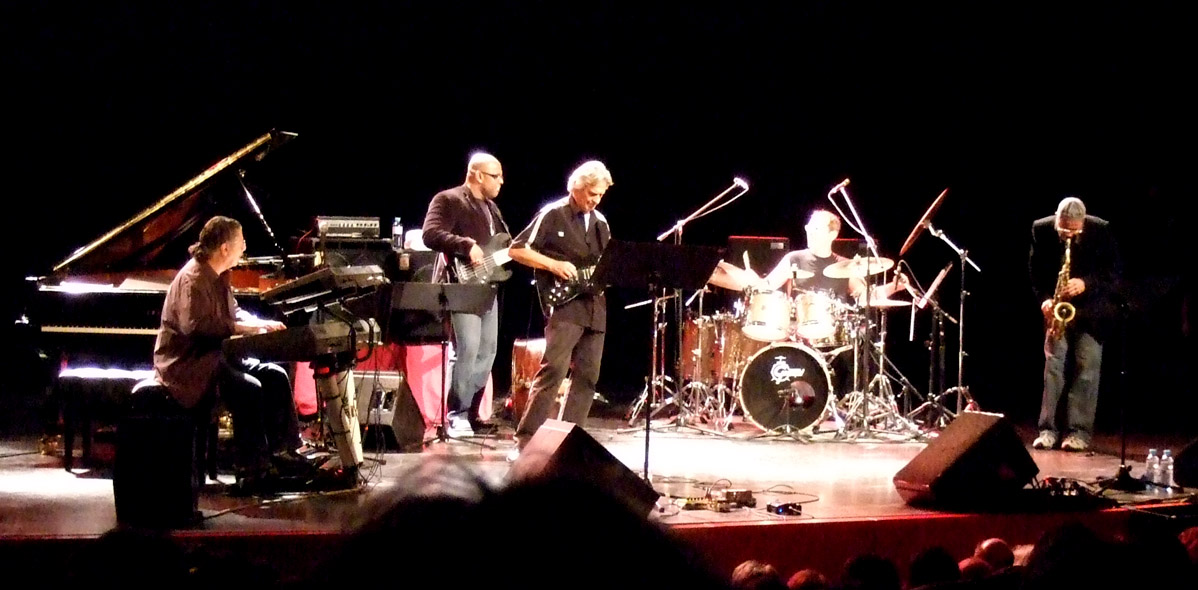
ファイヴ・ピース・バンド（2008年のウィーン公演）

コリアとマクラフリンは、1969年にマイルス・デイヴィスの『イン・ア・サイレント・ウェイ』、『ビッチェズ・ブリュー』といったアルバムの録音で共演しており、本作でもデイヴィスの曲「イン・ア・サイレント・ウェイ〜イッツ・アバウト・ザット・タイム」を演奏している。なお、本作に収録された「イッツ・アバウト・ザット・タイム」には、『イン・ア・サイレント・ウェイ』の録音で両名と共演したハービー・ハンコックがゲスト参加している。
バンド名は、マクラフリンが2008年に発表したアルバム『フローティング・ポイント』の収録曲から取られた。

## 反響
日本では、2009年2月16日付のオリコンチャートで最高118位を記録した。フランスでは2009年5月9日付のアルバム・チャートで168位を記録するが、翌週にはチャート圏外に落ちた。アメリカでは、総合アルバム・チャートのBillboard 200には入らなかったが、『ビルボード』のジャズ・アルバム・チャートでは15位に達した。

## 評価
第52回グラミー賞では最優秀ジャズ・インストゥルメンタル・アルバム賞を受賞した。
Thom Jurekはオールミュージックにおいて5点満点中3.5点を付け「確かに、机上のスーパーグループというのは胡散臭い代物である。しかし、本作はそれに当たらない」「プレイヤー全員が絶好調で、極めて冒険的かつ美しい内容となったギグを再現している」と評している。また、ジョン・ケルマンはAll About Jazzのレビューで5点満点中4.5点を付け「ストレート・アヘッド路線から、気合いに満ちたフュージョンまで網羅している」と評している。

## 収録曲
特記なき楽曲はジョン・マクラフリン作曲。

### ディスク1
1. ラジュ - "Raju" - 12:31
2. ザ・ディスガイズ - "The Disguise" (Chick Corea) - 13:34
3. ニュー・ブルース、オールド・ブルーズ - "New Blues, Old Bruise" - 14:08
4. アンドロメダへの賛歌 - "Hymn to Andromeda" (C. Corea) - 27:45

### ディスク2
1. ドクター・ジャックル - "Dr. Jackle" (Jackie McLean) - 22:55
2. セニョールC.S. - "Senor C.S." - 20:17
3. イン・ア・サイレント・ウェイ〜イッツ・アバウト・ザット・タイム - "In a Silent Way / It's About That Time" (Miles Davis, Joe Zawinul) - 20:08
4. いつか王子様が - "Someday My Prince Will Come" (Frank Churchill, Larry Morey) - 7:42

## 参加ミュージシャン
- チック・コリア - ピアノ、キーボード
- ジョン・マクラフリン - ギター
- ケニー・ギャレット - アルト・サクソフォーン
- クリスチャン・マクブライド - エレクトリックベース、アコースティックベース
- ヴィニー・カリウタ - ドラムス

ゲスト・ミュージシャン
- ハービー・ハンコック - ピアノ(on disc 2 - #3)